# Флаг Чердаклинского района
Флаг муниципального образования «Чердакли́нский район» Ульяновской области Российской Федерации — опознавательно-правовой знак, служащий официальным символом муниципального образования.
Флаг утверждён решением от 18 мая 2006 года и внесён в Государственный геральдический регистр Российской Федерации с присвоением регистрационного номера 2479.

## Описание
«Флаг муниципального образования „Чердаклинский район“ является официальным символом муниципального образования и представляет собой прямоугольное полотнище с отношением ширины к длине 2:3, состоящее из двух равновеликих вертикальных полос: красного (у древка) и синего цветов.
В центре полотнища — фигуры герба муниципального образования „Чердаклинский район“: летящая к древку чайка белого цвета и под ней две перекрещенных обнажённых сабли белого цвета».

## Обоснование символики
Флаг разработан на основе герба Чердаклинского района.
Красный цвет полотнища символизирует огонь и отвагу, синий цвет — небо, верность и духовность.
Сабли символизируют собой вооружение, военных людей, напоминая о том, что многие сёла района были основаны «служилыми» людьми и казаками. На территории района в прошлом проходило много сражений, например, в пределах нынешних сёл Андреевка и Озёрки произошло сражение волжских булгар, населявших эти земли, и золотоордынцев Чингисхана, в результате которого последние были разбиты, и вплоть до нашествия Батыя не появлялись в Восточной Европе; в селе Старый Белый Яр, основанном как слобода у крепости на Закамской черте, в 1774 году произошло крупное сражение сподвижника Емельяна Пугачёва — атамана Сомова с царскими войсками; происходили бои и во время гражданской войны.
В верхней части полотнища, по центру, изображение летящей белой чайки. В этом символе отголоски одной из легенд о происхождении названия «Чердаклы». На территории района множество озёр с живущими на них чайками, тюркское название которых — «акчарлык», что как считают некоторые исследователи, созвучно имени райцентра.

## См. также

Флаги муниципальных образований Чердаклинского района
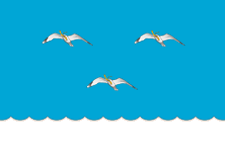
Флаг Чердаклинского городского поселения
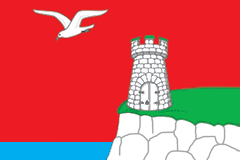
Флаг Белоярского сельского поселения
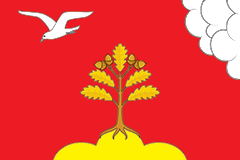
Флаг Богдашкинского сельского поселения
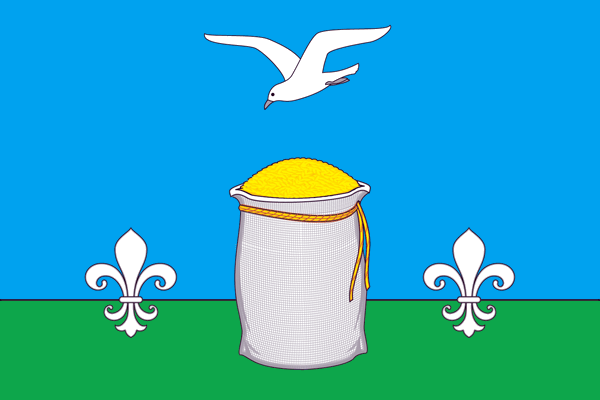
Флаг Бряндинского сельского поселения
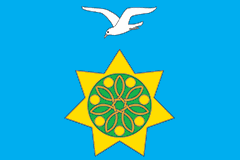
Флаг Калмаюрского сельского поселения
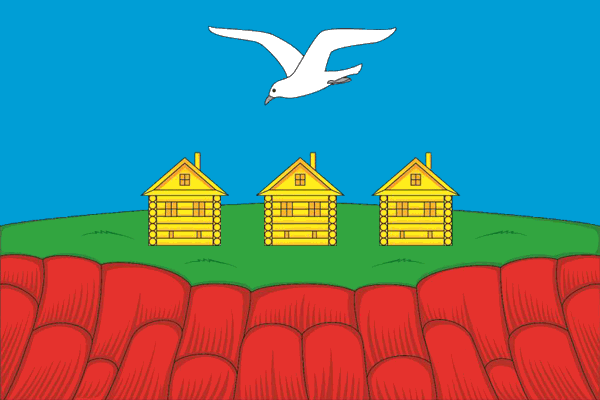
Флаг Красноярского сельского поселения
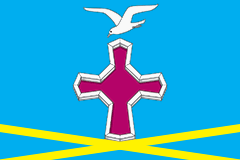
Флаг Крестовогородищенского сельского поселения
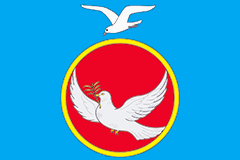
Флаг Мирновского сельского поселения
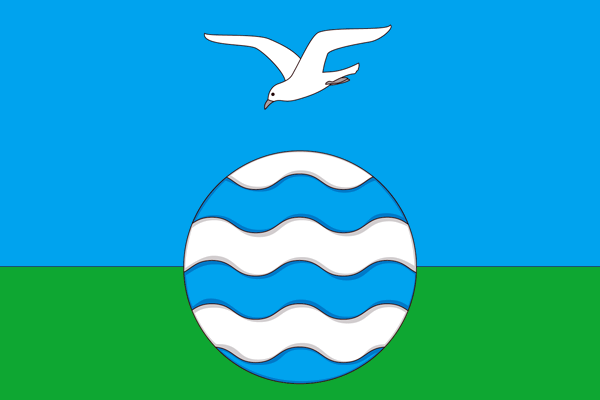
Флаг Озёрского сельского поселения
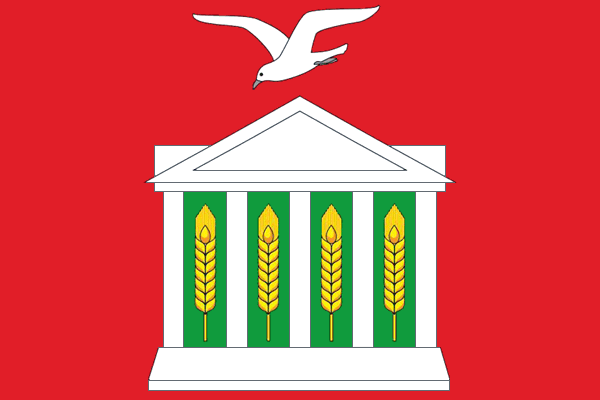
Флаг Октябрьского сельского поселения